# Institutul de Arheologie din Iași
Institutul de Arheologie din Iași (abreviere: IAI) este un institut de cercetare în domeniul arheologiei, care funționează sub egida Academiei Române. Institutul a fost fondat în 1990 prin desprinderea secției de arheologie a Institutului de Istorie și Arheologie „A.D. Xenopol”. 

## Directori
- Dan G. Teodor (1990–2003)
- Victor Spinei (2003–2011)
- Alexander Rubel (2011–prezent)